# Cèpe de la Mamora
Boletus aereus var. mamorensis, Boletus mamorensis
Forme
Boletus aereus var. mamorensis, auparavant Boletus mamorensis, le Cèpe de la Mamora, est une forme d'espèce de champignon, autrefois érigée en tant qu'espèce à part entière, de Boletus aereus du genre Boletus dans la famille des Boletaceae. C'est la variété liée surtout au chêne-liège sur terrains sableux, avec un pied profondément radicant et un réseau très développé, du Cèpe bronzé. Natif du Maroc et très rare dans le Sud de la France et de l'Europe.

## Taxonomie
Le nom correct complet (avec auteur) de ce taxon est Boletus aereus var. mamorensis (Redeuilh) Guinb.
L'espèce a été initialement classée dans le genre Boletus sous le basionyme Boletus mamorensis Redeuilh.

### Synonyme
Boletus aereus var. mamorensis a pour synonyme :
- Boletus mamorensis

### Phylogénie
Le Cèpe de la Mamora a été décrit par Guy Redeuilh en 1978 en tant qu'espèce de Boletus sensu stricto à part entière, distincte de Boletus aereus. Des analyses phylogénétiques récentes ont néanmoins révélé qu'il s'agit de la même espèce génétique que B. aereus, il a donc été rétrogradé au rang de forme de ce dernier.

### Étymologie
L'épithète spécifique mamorensis fait réfèrence à la foret de la Maâmora au Maroc, là où le taxon fut trouvé et décrit pour la première fois.

## Description du sporophore
Les bolets sont des champignons dont l'hyménophore, constitué de tubes et terminés par des pores, se sépare facilement de la chair du chapeau. Ce chapeau d'abord rond, recouvert d'une cuticule, devient convexe à mesure qu’il vieillit. Ils ont un pied (stipe) central assez épais et une chair compacte. Les caractéristiques morphologiques Boletus aereus var. mamorensis, le Cèpe de la Mamora, sont les suivantes :
Son chapeau est convexe, brun blanchâtre à brun clair chez les échantillons jeunes et frais. Elle s'assombrit aux bords après la récolte, et devient avec l'âge brun sombre avec des taches décolorées. La surface du chapeau est plus au moins irrégulière.
L'hyménophore présente des tubes blancs, devenant jaunes puis enfin vert olivâtres avec l'âge. Les pores sont concolores.
Son stipe est réticulé dans sa partie supérieure, son réseau est plus développé que celui de la var. aereus, souvent plus saillant. Chez l'adulte, le stipe est robuste, régulièrement cylindrique, droit ou parfois sinueux ou tortueux, profondément radicant.
Sa chair est blanche et ferme. 

### Caractéristiques microscopiques
Ses spores mesurent 12,5 à 17,5 μm x 5 à 6,25 μm.

## Galerie

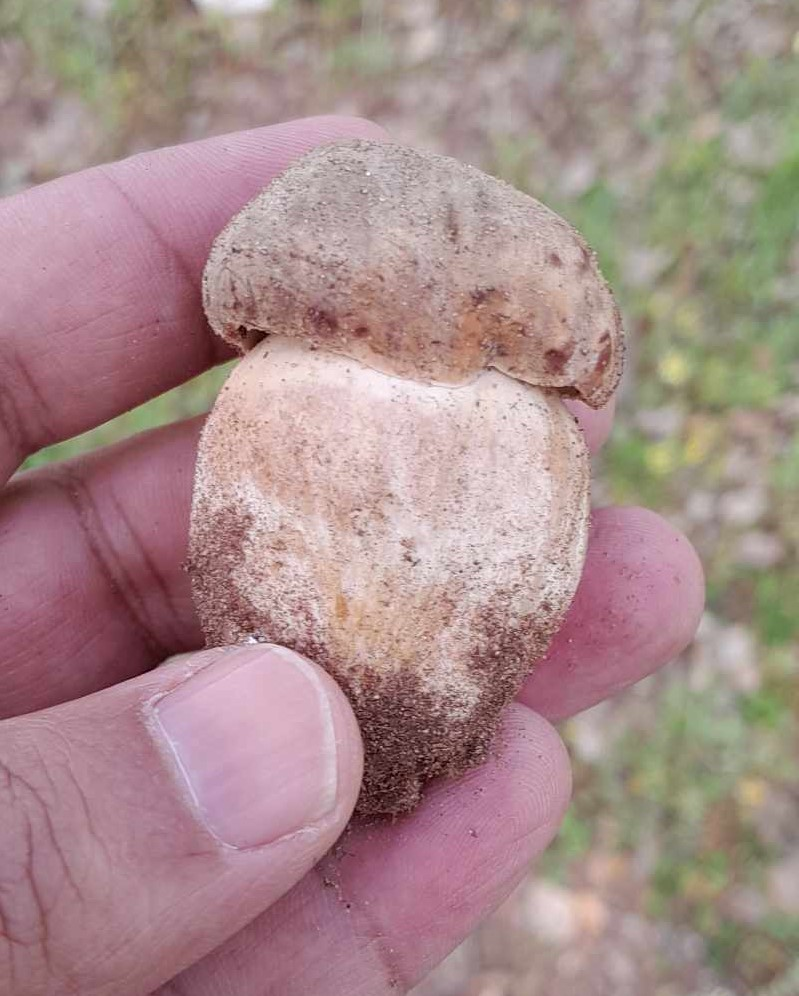
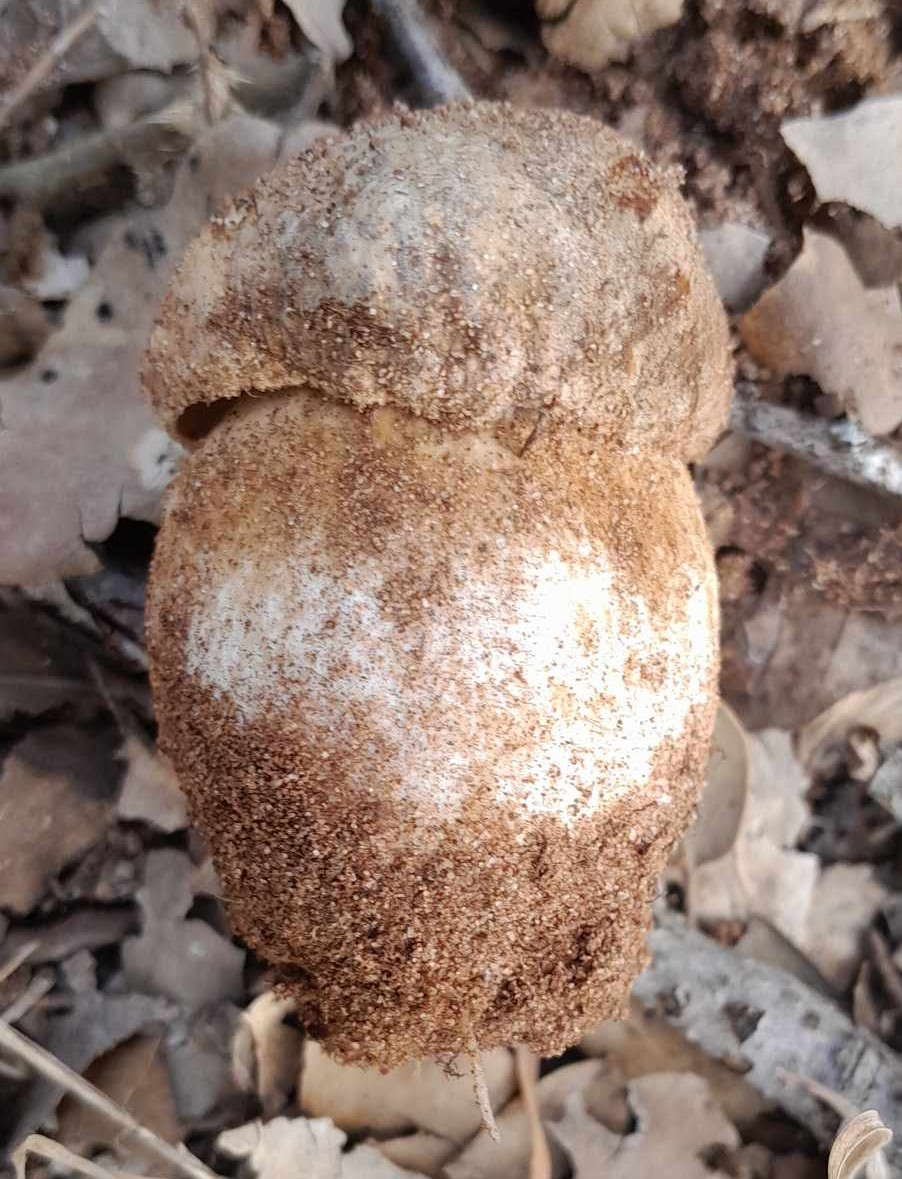
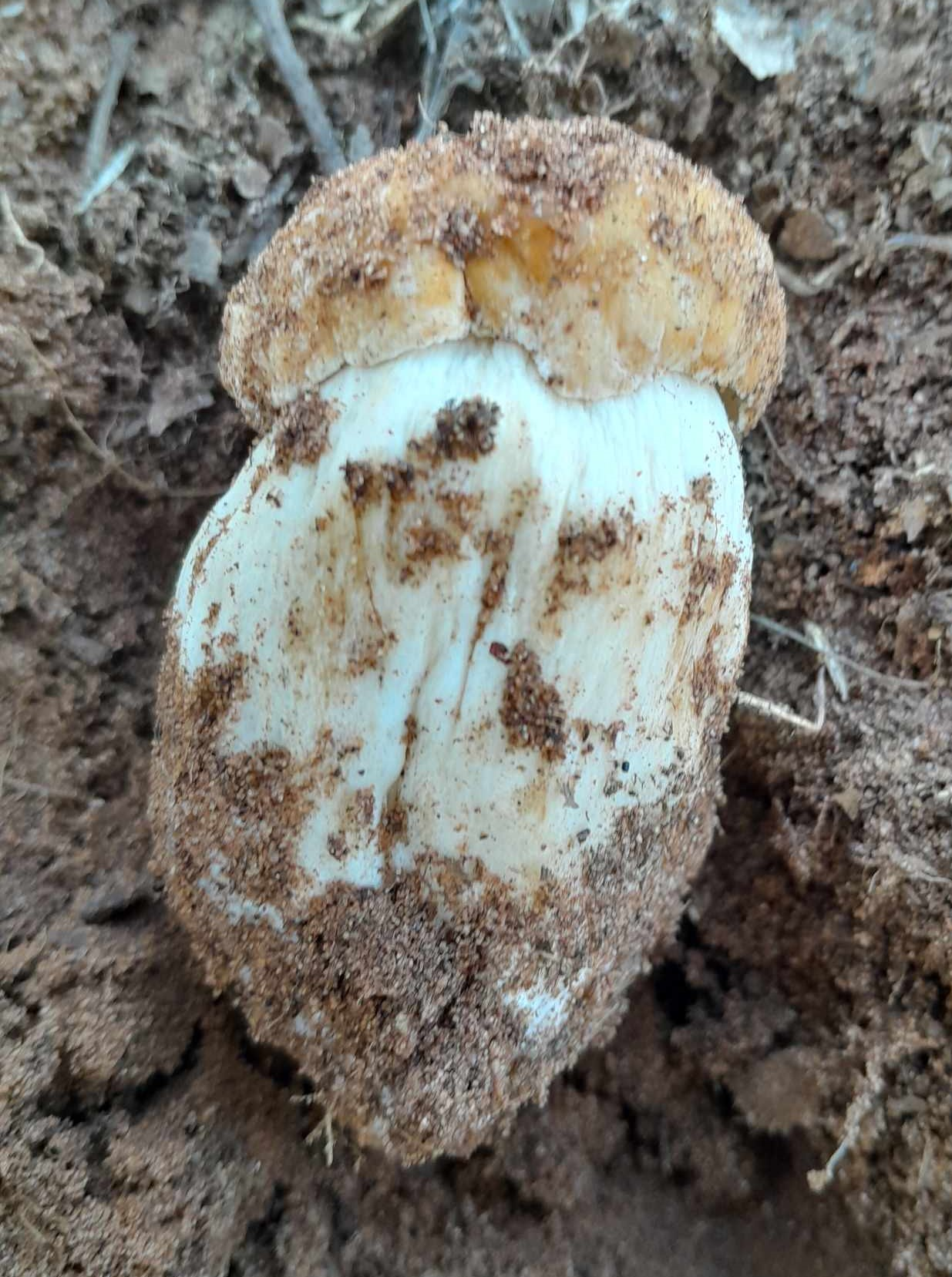
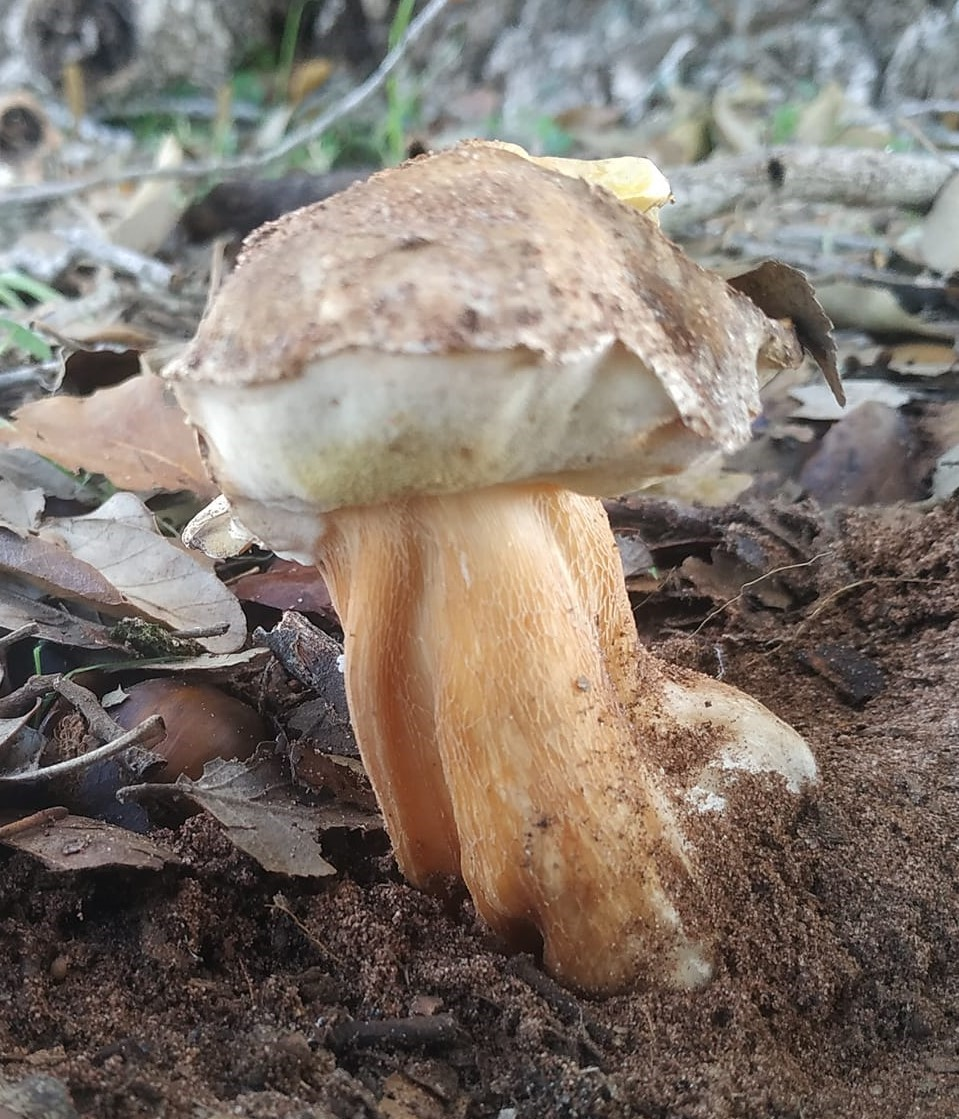
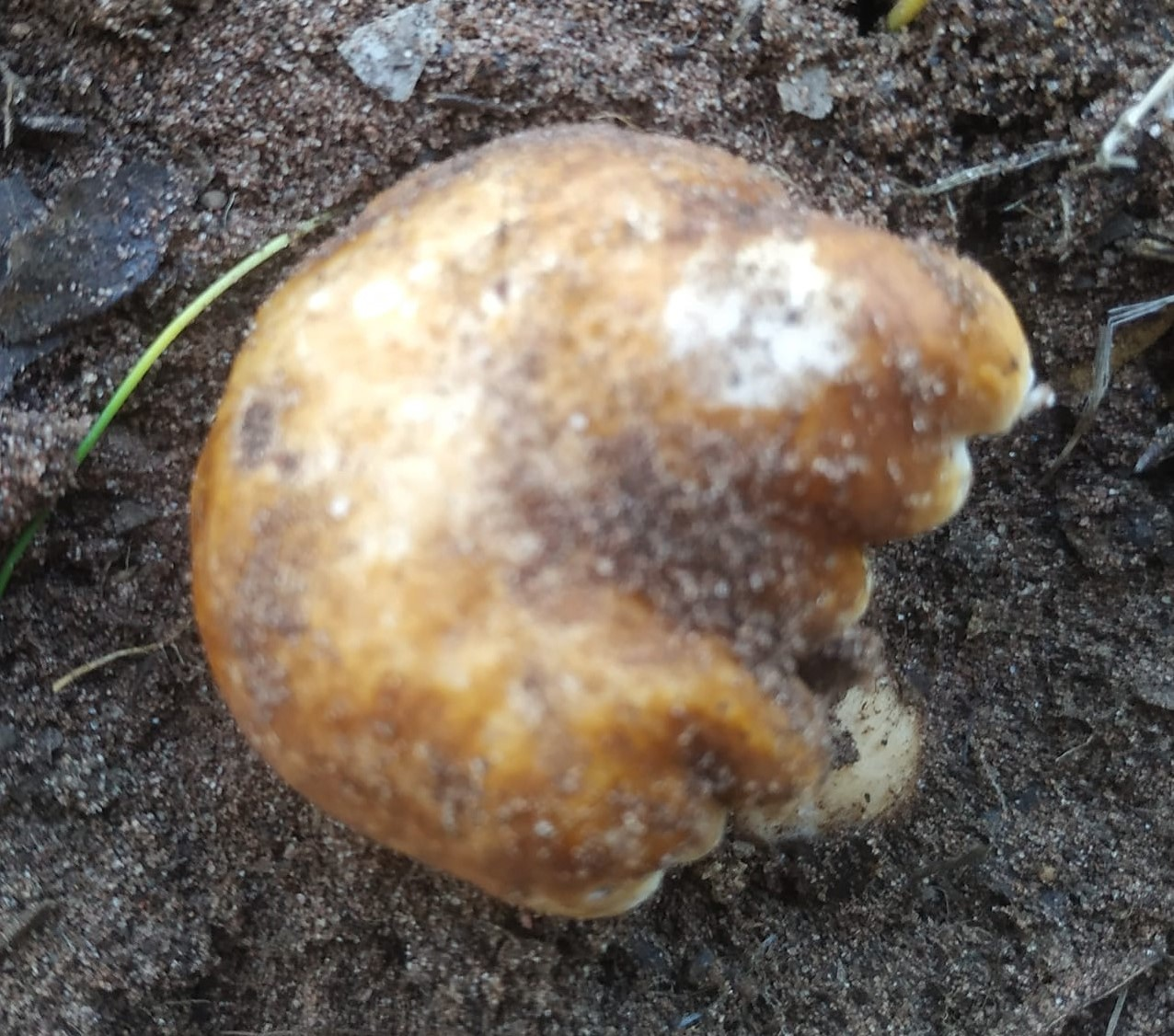
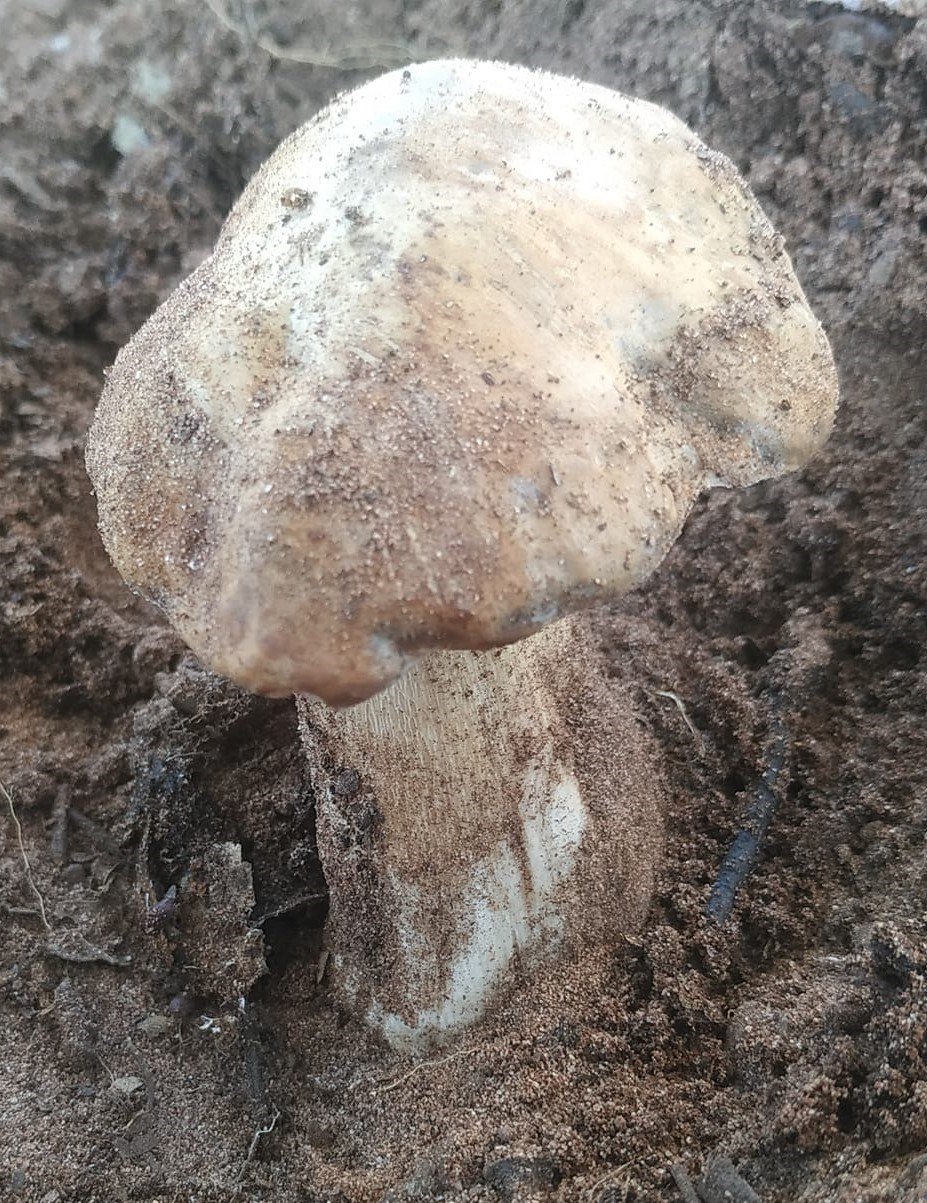
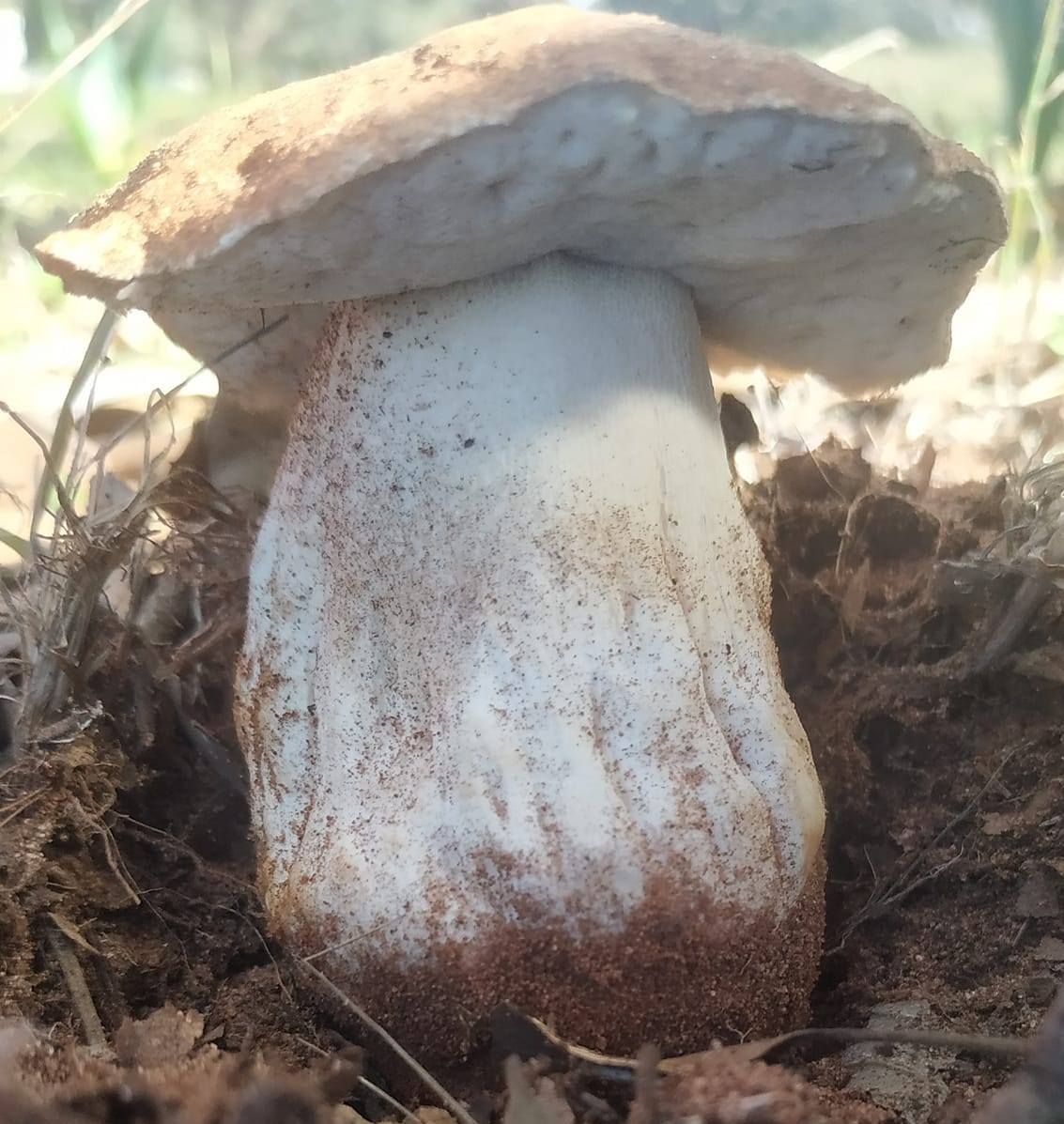
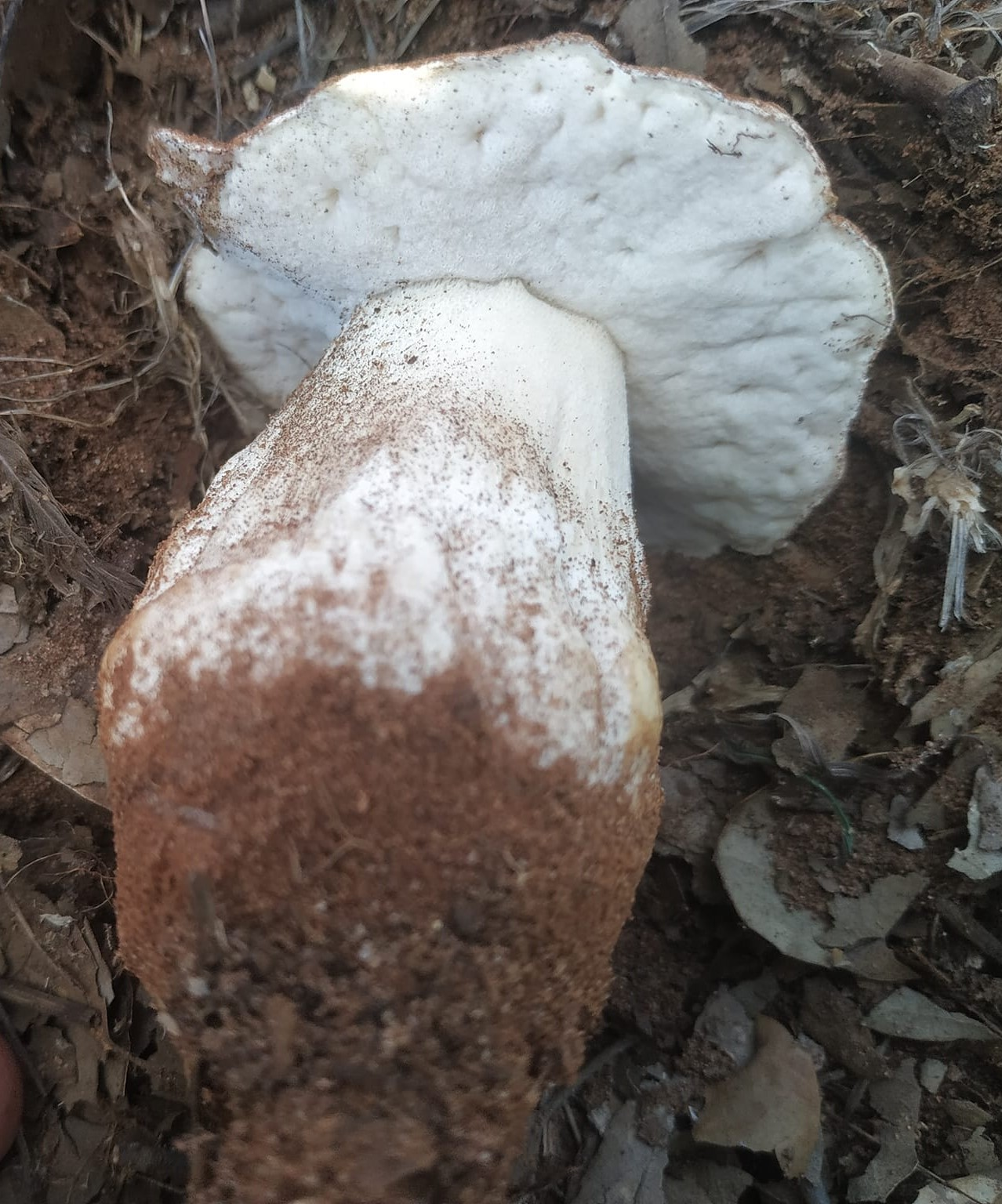
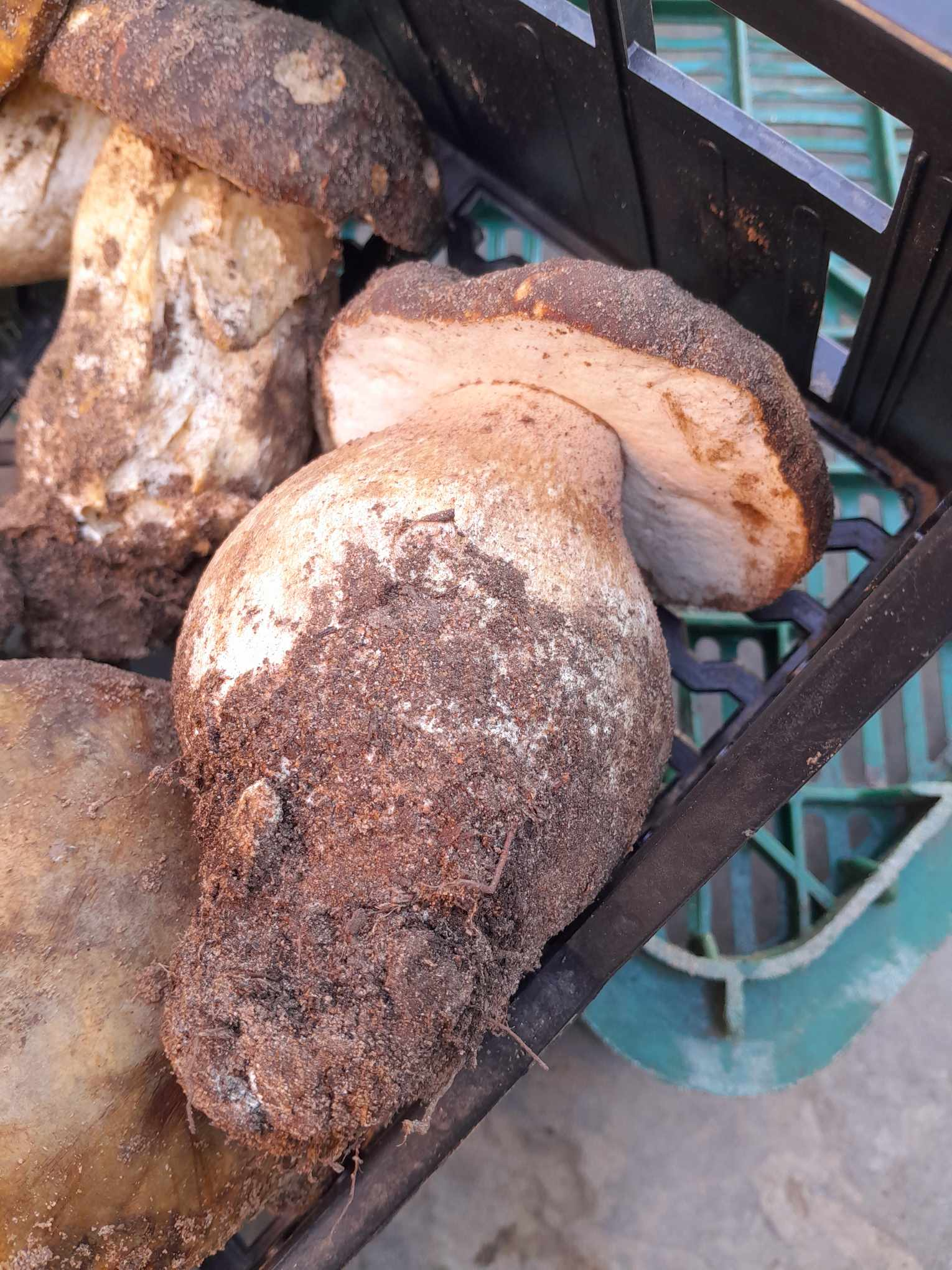
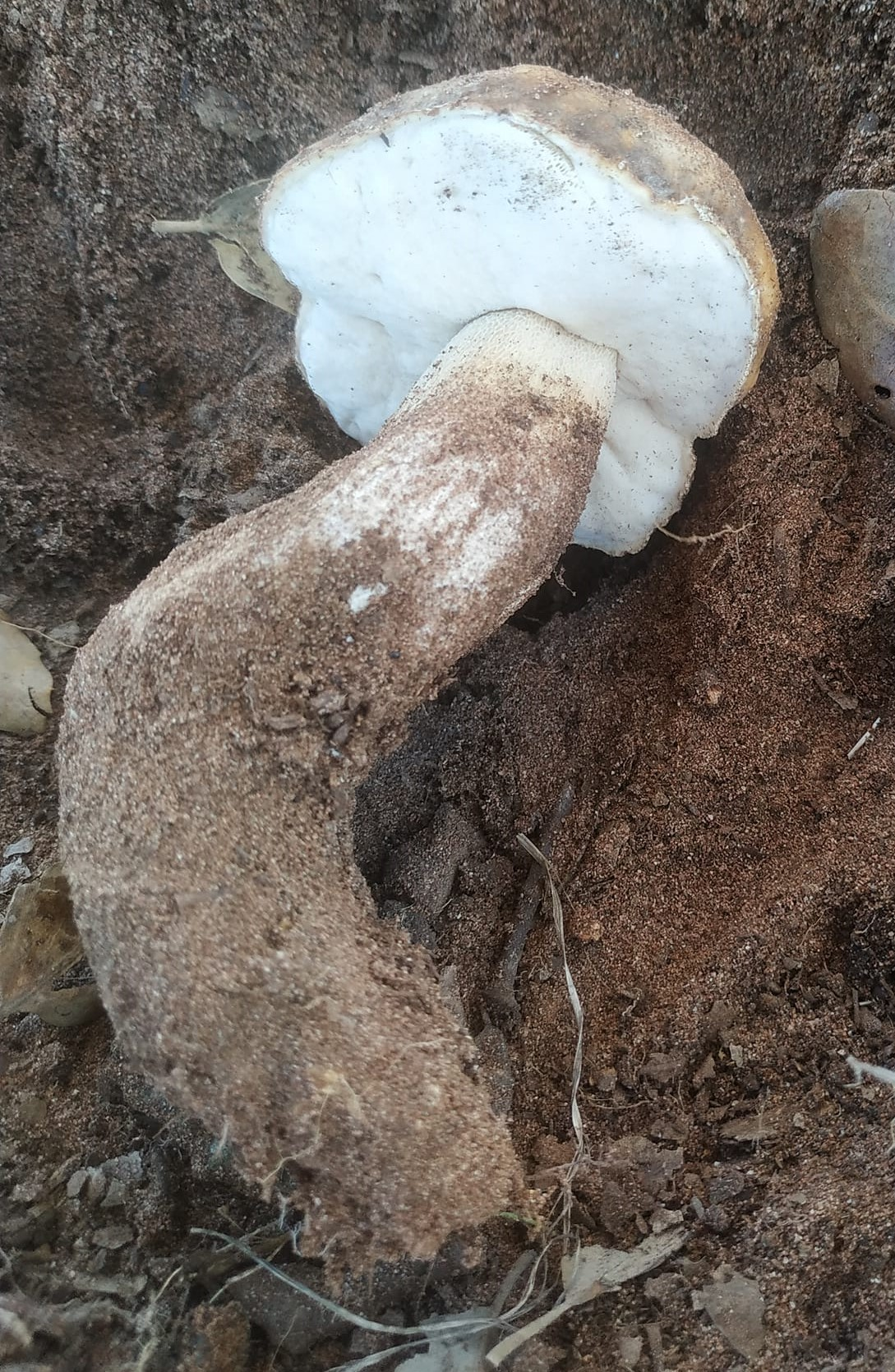
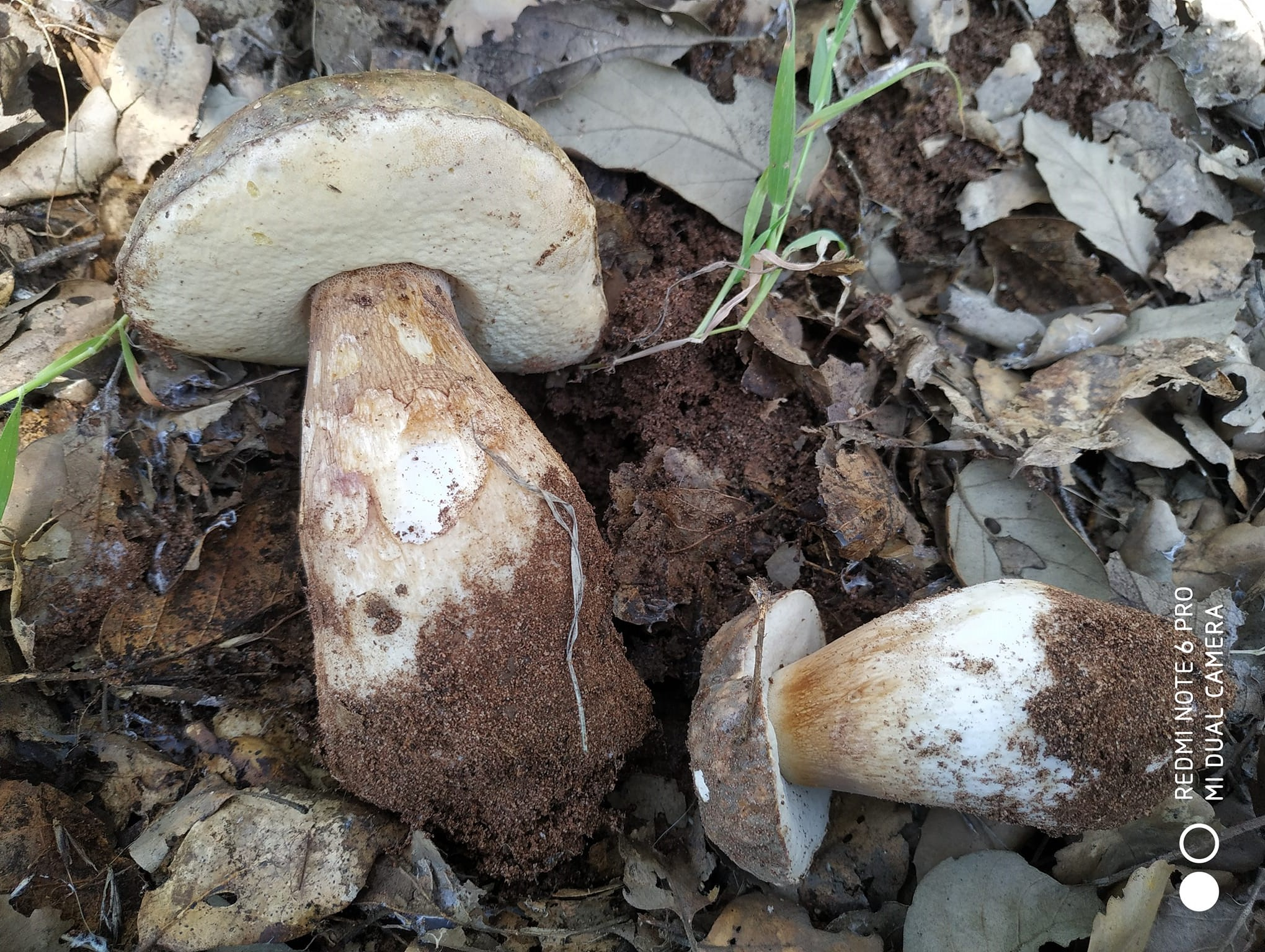
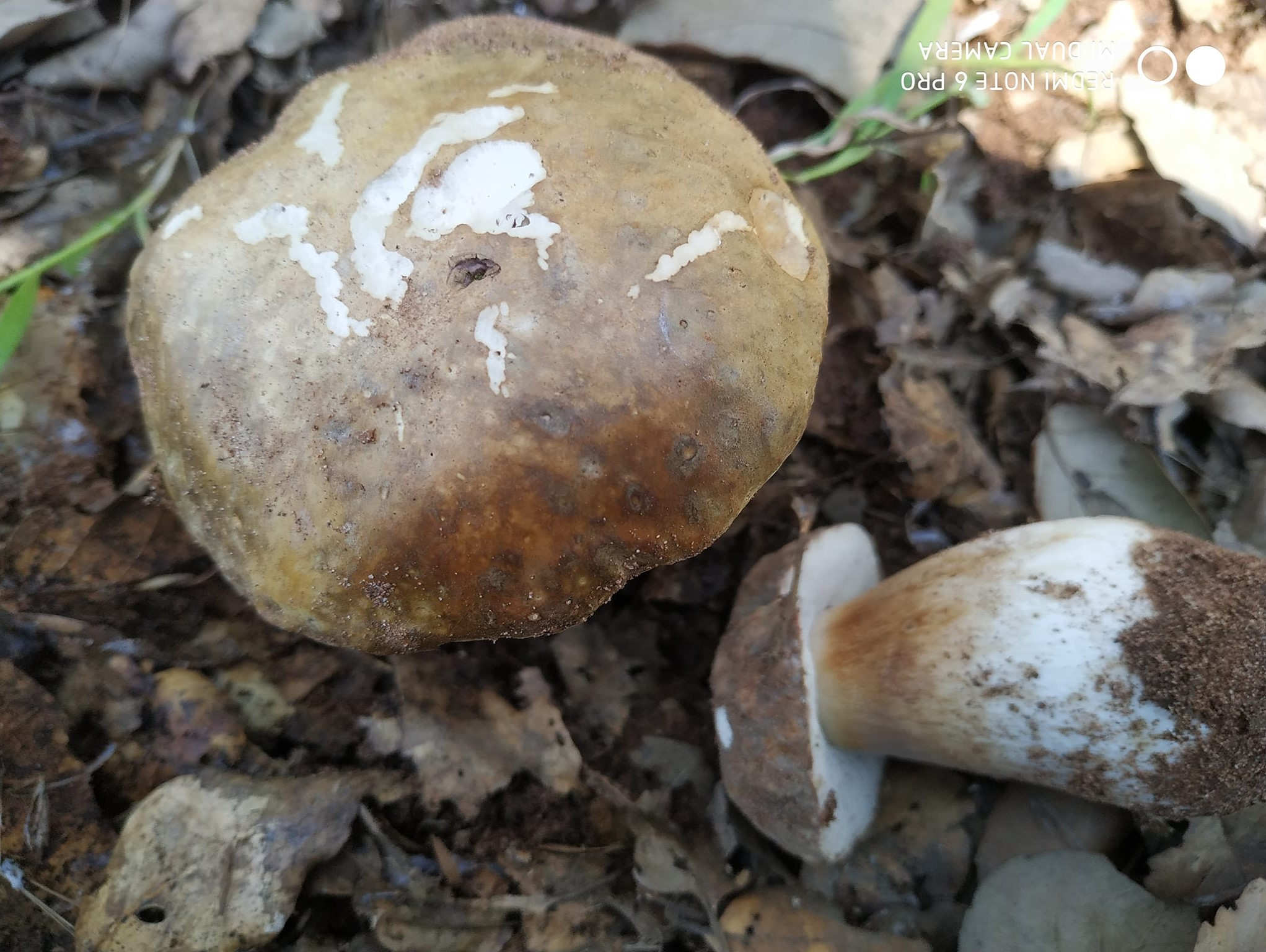

## Habitat
Le Cèpe de la Maâmora apprécie les suberaie où il est ectomycorhizien du chêne-liège Quercus suber (ssp. occidentalis), Il pousse dans les collines et en moyenne montagne en Afrique du nord et plus particulièrement le Maroc, de préfèrence en terrain sableux. Il est très rare dans le Sud de l'Europe mais y a déjà été signalé.

## Comestibilité

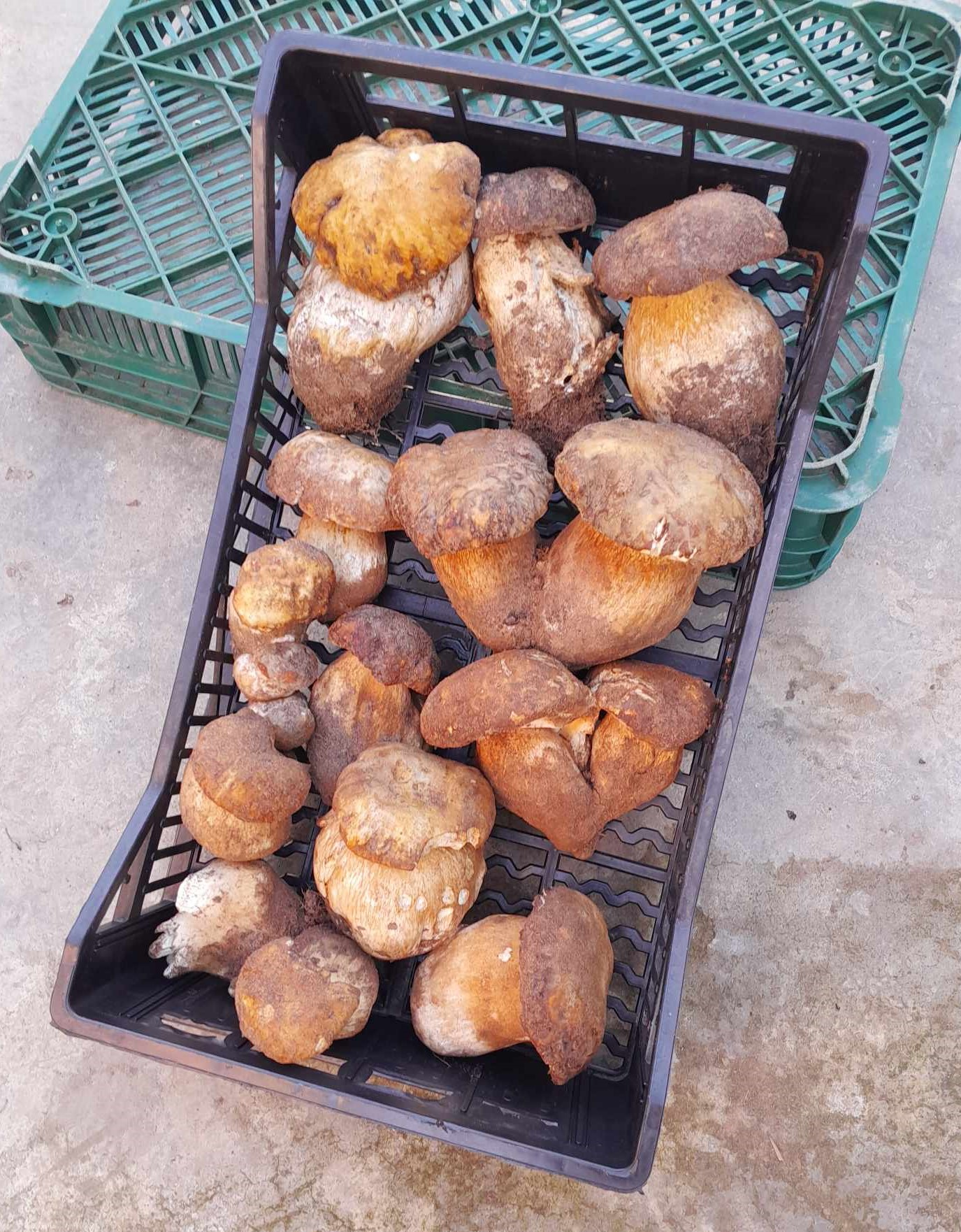
Cageot contenant une récolte de Cèpes de la Mamora au Maroc.

Le Cèpe de la Mamora est une espèce comestible selon l'ANSES, elle l'est au même titre que Boletus aereus. Elle est commercialisée sur le marché français à partir d'importations du Maroc.